# Triossido di renio

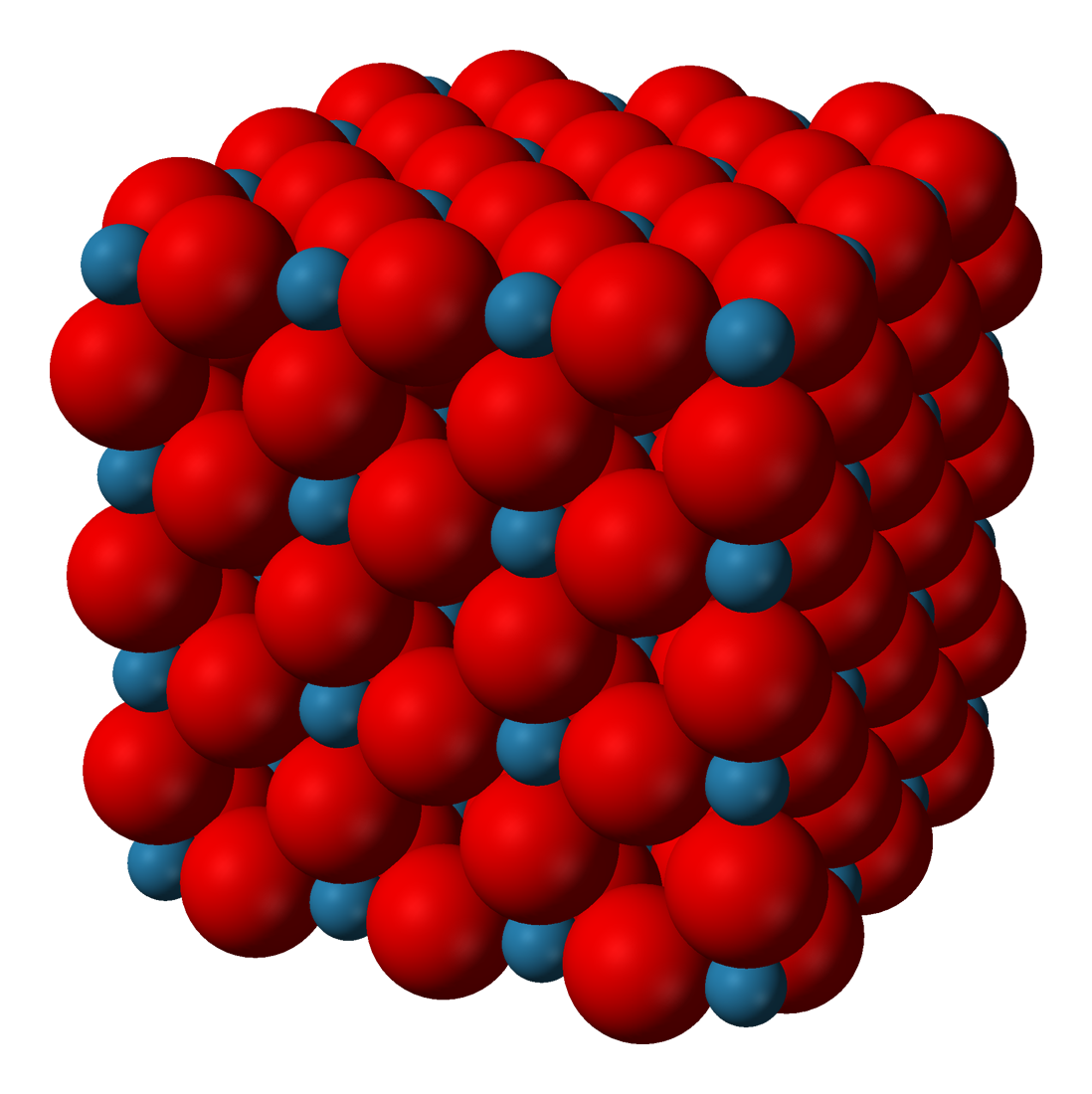
Struttura cristallina di ReO_{3}

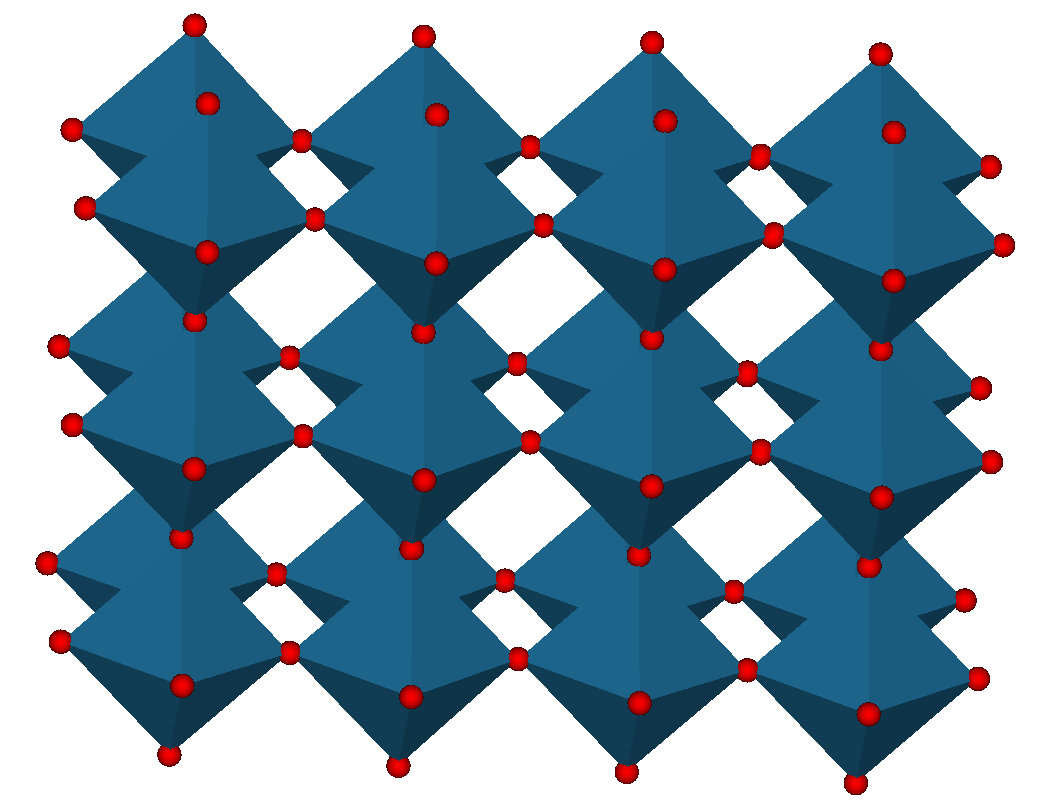
Collegamento di ottaedri per formare la struttura di ReO_{3}

Il triossido di renio o ossido di renio(VI) è il composto binario con formula ReO3. In condizioni normali è un solido rosso con lucentezza metallica. È l'unico triossido stabile tra gli elementi del gruppo 7.

## Sintesi
Il triossido di renio fu sintetizzato per la prima volta nel 1931 da Wilhelm Biltz e collaboratori, facendo reagire a 300 °C renio metallico e Re2O7. Questo procedimento è ancora in uso. Altre sintesi prevedono la riduzione di Re2O7 con diossano o con monossido di carbonio:
{\displaystyle {\ce {Re2O7\,+\,CO\to 2ReO3\,+\,CO2}}}

## Struttura
ReO3 cristallizza con una struttura cubica, gruppo spaziale Pm3m, con costante di reticolo a = 374,8 pm. La struttura risulta simile a quella della perovskite (ABO3) ma manca il grosso catione A al centro della cella elementare. Ogni atomo di renio è al centro di un intorno ottaedrico di sei atomi di ossigeno. Questi ottaedri sono uniti ai vertici per formare una struttura tridimensionale. Ogni ossigeno ha invece numero di coordinazione due, dato che collega due atomi di renio.

## Proprietà
ReO3 è un ossido inusuale perché ha una resistività elettrica molto bassa. Si comporta in modo simile a un metallo, e la sua resistività cala al calare della temperatura: passando da 300 a 100 K la sua resistività diminuisce da 100,0 a 6,0 nΩ·m.
Non reagisce a freddo con acqua, acidi e alcali, ma dismuta a caldo in soluzione alcalina:
{\displaystyle {\ce {3ReO3\,+\,2OH^{-}\to 2ReO4^{-}\,+\,ReO2\,+\,H2O}}}
Dismuta anche per riscaldamento sotto vuoto a 400 °C:
{\displaystyle {\ce {3ReO3\to Re2O7\,+\,ReO2}}}

## Usi
Il triossido di renio è stato usato invece di Re2O7 come catalizzatore in sintesi organica, dato che ReO3 ha il vantaggio di non essere igroscopico. In particolare, è stato impiegato per idrogenazione di acidi carbossilici e di ammidi.